# Grand Prix Bahrajnu 2020
Grand Prix Bahrajnu 2020 (oficiálně Formula 1 Gulf Air Bahrain Grand Prix 2020) se jela na okruhu Bahrain International Circuit v Sachíru v Bahrajnu dne 29. listopadu 2020. Závod byl patnáctým v pořadí v sezóně 2020 šampionátu Formule 1.
Závod poznamenala vážná nehoda francouzského pilota Romaina Grosjeana, jehož monopost Haas VF-20 se po nárazu do bariér rozpůlil a začal hořet. Grosjeanovi se podařilo z vozu dostat po skoro půl minutě, a byl převezen do nemocnice s popáleninami druhého stupně na rukou. Závod byl po tomto incidentu přerušen červenou vlajkou.

## Kvalifikace
| Poř.                       | No. | Jezdec             | Konstruktér               | Časy v kvalifikaci | Časy v kvalifikaci | Časy v kvalifikaci | Pořadí na startu |
| Poř.                       | No. | Jezdec             | Konstruktér               | Q1                 | Q2                 | Q3                 | Pořadí na startu |
| -------------------------- | --- | ------------------ | ------------------------- | ------------------ | ------------------ | ------------------ | ---------------- |
| 1                          | 44  | Lewis Hamilton     | Mercedes                  | 1:28.343           | 1:27.586           | 1:27.264           | 1                |
| 2                          | 77  | Valtteri Bottas    | Mercedes                  | 1:28.767           | 1:28.063           | 1:27.553           | 2                |
| 3                          | 33  | Max Verstappen     | Red Bull Racing-Honda     | 1:28.885           | 1:28.025           | 1:27.678           | 3                |
| 4                          | 23  | Alexander Albon    | Red Bull Racing-Honda     | 1:28.732           | 1:28.749           | 1:28.274           | 4                |
| 5                          | 11  | Sergio Pérez       | Racing Point-BWT Mercedes | 1:29.178           | 1:28.894           | 1:28.322           | 5                |
| 6                          | 3   | Daniel Ricciardo   | Renault                   | 1:29.005           | 1:28.648           | 1:28.417           | 6                |
| 7                          | 31  | Esteban Ocon       | Renault                   | 1:29.203           | 1:28.937           | 1:28.419           | 7                |
| 8                          | 10  | Pierre Gasly       | AlphaTauri-Honda          | 1:28.971           | 1:29.008           | 1:28.448           | 8                |
| 9                          | 4   | Lando Norris       | McLaren-Renault           | 1:29.464           | 1:28.877           | 1:28.542           | 9                |
| 10                         | 26  | Daniil Kvjat       | AlphaTauri-Honda          | 1:29.158           | 1:28.944           | 1:28.618           | 10               |
| 11                         | 5   | Sebastian Vettel   | Ferrari                   | 1:29.142           | 1:29.149           |                    | 11               |
| 12                         | 16  | Charles Leclerc    | Ferrari                   | 1:29.137           | 1:29.165           |                    | 12               |
| 13                         | 18  | Lance Stroll       | Racing Point-BWT Mercedes | 1:28.679           | 1:29.557           |                    | 13               |
| 14                         | 63  | George Russell     | Williams-Mercedes         | 1:29.294           | 1:31.218           |                    | 14               |
| 15                         | 55  | Carlos Sainz Jr.   | McLaren-Renault           | 1:28.975           | Bez času           |                    | 15               |
| 16                         | 99  | Antonio Giovinazzi | Alfa Romeo Racing-Ferrari | 1:29.491           |                    |                    | 16               |
| 17                         | 7   | Kimi Räikkönen     | Alfa Romeo Racing-Ferrari | 1:29.810           |                    |                    | 17               |
| 18                         | 20  | Kevin Magnussen    | Haas-Ferrari              | 1:30.111           |                    |                    | 18               |
| 19                         | 8   | Romain Grosjean    | Haas-Ferrari              | 1:30.138           |                    |                    | 19               |
| 20                         | 6   | Nicholas Latifi    | Williams-Mercedes         | 1:30.182           |                    |                    | 20               |
| 107% času vítěze: 1:34.527 |     |                    |                           |                    |                    |                    |                  |
| Zdroj:                     |     |                    |                           |                    |                    |                    |                  |

## Závod
| Poř.                                                                             | No. | Jezdec             | Konstruktér               | Počet kol | Čas/Odstoupení   | Pořadí na startu | Body |
| -------------------------------------------------------------------------------- | --- | ------------------ | ------------------------- | --------- | ---------------- | ---------------- | ---- |
| 1                                                                                | 44  | Lewis Hamilton     | Mercedes                  | 57        | 2:59:47.515      | 1                | 25   |
| 2                                                                                | 33  | Max Verstappen     | Red Bull Racing-Honda     | 57        | +1.254           | 3                | 19   |
| 3                                                                                | 23  | Alexander Albon    | Red Bull Racing-Honda     | 57        | +8.005           | 4                | 15   |
| 4                                                                                | 4   | Lando Norris       | McLaren-Renault           | 57        | +11.337          | 9                | 12   |
| 5                                                                                | 55  | Carlos Sainz Jr.   | McLaren-Renault           | 57        | +11.787          | 15               | 10   |
| 6                                                                                | 10  | Pierre Gasly       | AlphaTauri-Honda          | 57        | +11.942          | 8                | 8    |
| 7                                                                                | 3   | Daniel Ricciardo   | Renault                   | 57        | +19.368          | 6                | 6    |
| 8                                                                                | 77  | Valtteri Bottas    | Mercedes                  | 57        | +19.680          | 2                | 4    |
| 9                                                                                | 31  | Esteban Ocon       | Renault                   | 57        | +22.803          | 7                | 2    |
| 10                                                                               | 16  | Charles Leclerc    | Ferrari                   | 56        | +1 kolo          | 12               | 1    |
| 11                                                                               | 26  | Daniil Kvjat       | AlphaTauri-Honda          | 56        | +1 kolo          | 10               |      |
| 12                                                                               | 63  | George Russell     | Williams-Mercedes         | 56        | +1 kolo          | 14               |      |
| 13                                                                               | 5   | Sebastian Vettel   | Ferrari                   | 56        | +1 kolo          | 11               |      |
| 14                                                                               | 6   | Nicholas Latifi    | Williams-Mercedes         | 56        | +1 kolo          | 20               |      |
| 15                                                                               | 7   | Kimi Räikkönen     | Alfa Romeo Racing-Ferrari | 56        | +1 kolo          | 17               |      |
| 16                                                                               | 99  | Antonio Giovinazzi | Alfa Romeo Racing-Ferrari | 56        | +1 kolo          | 16               |      |
| 17                                                                               | 20  | Kevin Magnussen    | Haas-Ferrari              | 56        | +1 kolo          | 18               |      |
| 18                                                                               | 11  | Sergio Pérez       | Racing Point-BWT Mercedes | 53        | Pohonná jednotka | 5                |      |
| Ret                                                                              | 18  | Lance Stroll       | Racing Point-BWT Mercedes | 2         | Kolize           | 13               |      |
| Ret                                                                              | 8   | Romain Grosjean    | Haas-Ferrari              | 0         | Kolize           | 19               |      |
| Nejrychlejší kolo: Max Verstappen (Red Bull Racing-Honda) – 1:32.014 (v kole 48) |     |                    |                           |           |                  |                  |      |
| Zdroj:                                                                           |     |                    |                           |           |                  |                  |      |

Poznámky
1. ↑  Max Verstappen získal jeden bod za zajetí nejrychlejšího kola.
2. ↑  Sergio Pérez odstoupil ze závodu, ale byl klasifikován, protože odjel více než 90 % délky závodu.

## Průběžné pořadí po závodě
Pohár jezdců
|        | Pořadí | Jezdec           | Body |
| ------ | ------ | ---------------- | ---- |
|        | 1      | Lewis Hamilton   | 332  |
|        | 2      | Valtteri Bottas  | 201  |
|        | 3      | Max Verstappen   | 189  |
| 2      | 4      | Daniel Ricciardo | 102  |
| 1      | 5      | Sergio Pérez     | 100  |
| Zdroj: |        |                  |      |

Pohár konstruktérů
|        | Pořadí | Konstruktér           | Body |
| ------ | ------ | --------------------- | ---- |
|        | 1      | Mercedes              | 533  |
|        | 2      | Red Bull-Honda        | 274  |
| 1      | 3      | McLaren-Renault       | 171  |
| 1      | 4      | Racing Point-Mercedes | 154  |
|        | 5      | Renault               | 144  |
| Zdroj: |        |                       |      |